# Moussa N'Diaye
Moussa Ndiaye (sinh ngày 20 tháng 2 năm 1979 ở Piré) là một cầu thủ bóng đá người Sénégal, hiện tại thi đấu cho AS Douanes.

## Sự nghiệp
Anh từng thi đấu cho AS Monaco và CS Sedan, đều ở Pháp. Tại Monaco anh là một phần của đội hình vô địch Ligue 1 năm 2000.

## Sự nghiệp quốc tế
Ndiaye thi đấu cho Đội tuyển bóng đá quốc gia Sénégal và tham dự Giải vô địch bóng đá thế giới 2002.

### Bàn thắng quốc tế
Tỉ số và kết quả liệt kê bàn thắng của Sénégal trước.
| #  | Ngày                | Địa điểm                            | Đối thủ    | Tỉ số | Kết quả | Giải đấu                                     |
| -- | ------------------- | ----------------------------------- | ---------- | ----- | ------- | -------------------------------------------- |
| 1. | 18 tháng 7 năm 1999 | Sân vận động Leopold Senghor, Dakar | Eritrea    | 6–1   | 6–2     | Vòng loại Cúp bóng đá châu Phi 2000          |
| 2. | 8 tháng 8 năm 1999  | Sân vận động Leopold Senghor, Dakar | Zimbabwe   | 1–0   | 2–0     | Vòng loại Cúp bóng đá châu Phi 2000          |
| 3. | 9 tháng 4 năm 2000  | Sân vận động l’Amitié, Cotonou      | Bénin      | 1–0   | 1–1     | 2002 World Cup qualifier                     |
| 4. | 21 tháng 7 năm 2001 | Sân vận động Độc lập, Windhoek      | Namibia    | 5–0   | 5–0     | 2002 World Cup qualifier                     |
| 5. | 5 tháng 6 năm 2004  | Sân vận động Leopold Senghor, Dakar | CHDC Congo | 2–0   | 2–0     | Giải vô địch bóng đá thế giới 2006 qualifier |
| 6. | 26 tháng 3 năm 2005 | Sân vận động Leopold Senghor, Dakar | Liberia    | 5–0   | 6–1     | Giải vô địch bóng đá thế giới 2006 qualifier |
| 7. | 1 tháng 3 năm 2006  | Sân vận động Leopold Senghor, Dakar | Na Uy      | 1–0   | 2–1     | Giao hữu                                     |
| 8. | 23 tháng 5 năm 2006 | Sân vận động World Cup Seoul, Seoul | Hàn Quốc   | 1–1   | 1–1     | Giao hữu                                     |

## Danh hiệu
Monaco
- Ligue 1: 1999–2000